# Phillip Griffiths

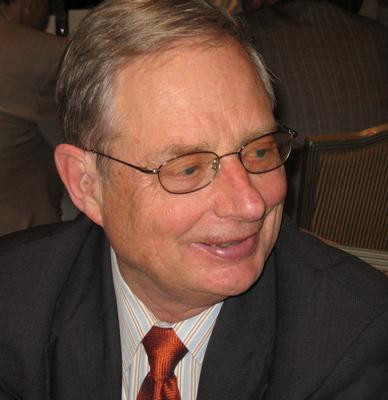
Phillip Griffiths (2008)

Phillip Augustus Griffiths (* 18. Oktober 1938 in Raleigh, North Carolina) ist ein US-amerikanischer Mathematiker, der auf dem Gebiet der algebraischen Geometrie arbeitet.

## Leben und Werk

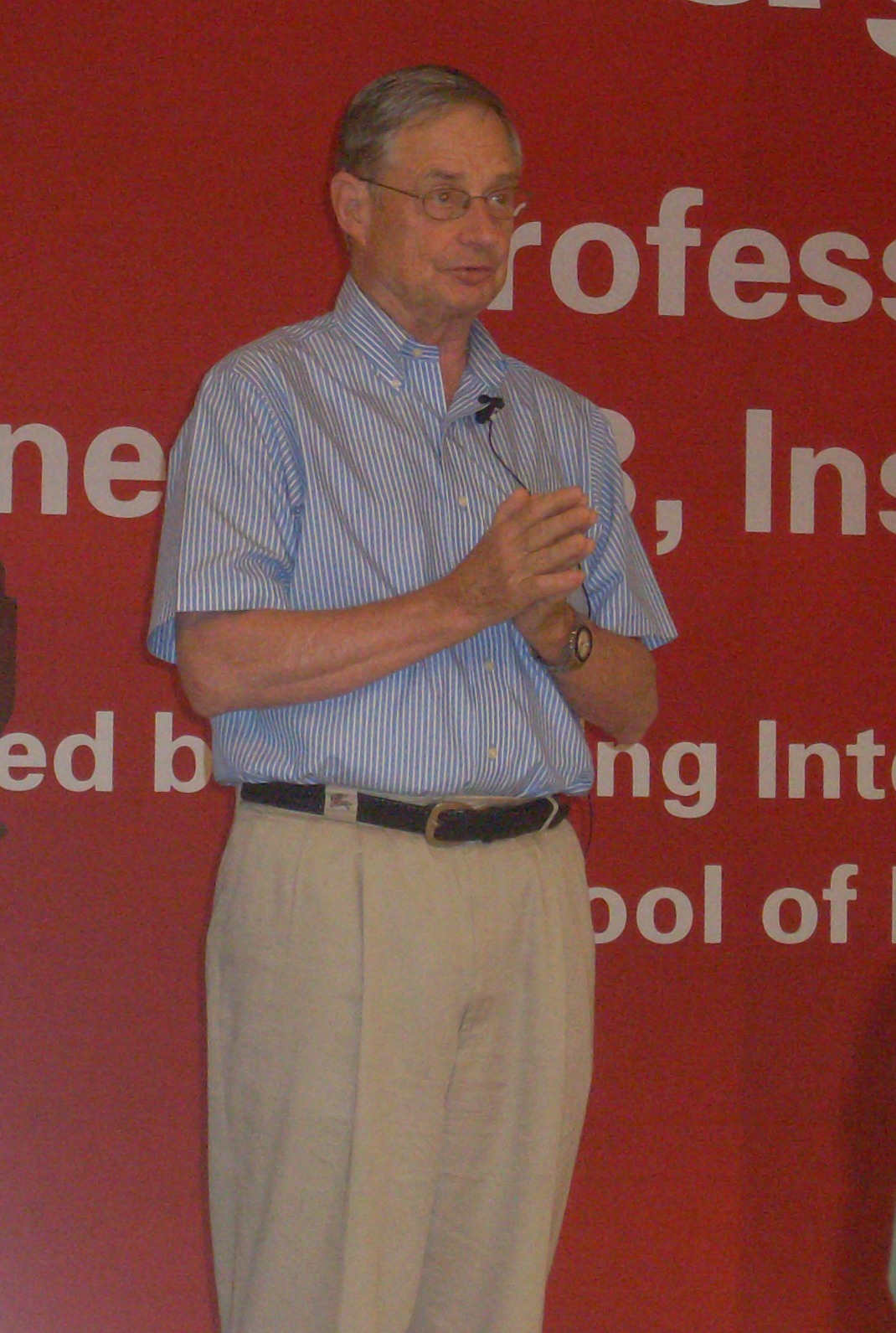
Griffiths in Peking 2010

Griffiths studierte am Wake Forest College in Winston-Salem in North-Carolina (Bachelor 1959) und an der Princeton University, wo er 1962 bei Donald Spencer mit On certain homogeneous complex manifolds promovierte. Im Jahr zuvor besuchte er Shiing-Shen Chern an der University of California, Berkeley, mit dem er jahrzehntelang kollaborierte. 1962–1964 war er Miller Fellow in Berkeley, danach bis 1967 Professor. Nach einem Jahr Gastprofessur wurde er 1968 Professor in Princeton (wobei er 1968–1970 auch am Institute for Advanced Study war). 1972 bis 1983 war er (Dwight Parker Robinson-) Professor an der Harvard University (unterbrochen vom Jahr 1975/6 als Miller Fellow in Berkeley). 1983 bis 1991 war er an der Duke University (wo er gleichzeitig Rektor war). 1991 bis 2003 war er Direktor des Institute for Advanced Study in Princeton, wo er seitdem Professor für Mathematik ist.
Griffiths ist vor allem für seine Arbeiten zur komplex-analytischen algebraischen Geometrie bekannt, wo er auch immer wieder Brücken zu den klassischen Resultaten der algebraischen Geometrie bildet (so in seinem bekannten Lehrbuch mit Harris Principles of algebraic geometry). So untersuchte er mit Chern den Zusammenhang von Abels klassischem Additions-Theorem für Abelsche Integrale mit der Geometrie der Gewebe, und mit Harris die geometrische Verkleidung dieses Satzes in Poncelets klassischem Schließungssatz. 1968 führte er das Konzept der Variation der Hodge-Struktur ein, das seitdem eine wichtige Rolle in der algebraischen Geometrie spielte. Weitere Arbeitsfelder sind Differentialgeometrie und die Geometrie partieller Differentialgleichungen (Systeme äußerer Differentialformen).
1972 gab er mit Herbert Clemens ein dreidimensionales Gegenbeispiel zum Lüroth-Problem. Unabhängig taten dies Yuri Manin und Wassili Alexejewitsch Iskowskich.
1970 hielt er einen Plenarvortrag auf dem ICM in Nizza (A Transcendental Method in Algebraic Geometry) und 1978 war er Invited Speaker auf dem ICM in Helsinki (Some problems in complex analytic geometry with growth conditions). Er erhielt 1971 den Leroy P. Steele Prize der American Mathematical Society. 2008 erhielt er die Brouwer-Medaille und im selben Jahr den Wolf-Preis für Mathematik (gemeinsam mit Pierre Deligne und David Mumford). Für 2014 wurde ihm der Leroy P. Steele Prize zugesprochen und die Chern-Medaille. Mit Hilfe des Preisgeldes für die Chern-Medaille ermöglichte Phillip Griffiths der African Mathematics Millennium Science Initiative (AMMSI) ab 2014  die Einrichtung des jährlich vergebenen AMMSI-Phillip Griffiths-Preis für herausragende afrikanische Mathematiker.
Griffiths wurde 1979 in die National Academy of Sciences der USA gewählt, 1992 in die American Philosophical Society, 1993 in die American Academy of Arts and Sciences und 2001 in die Accademia dei Lincei. 2019 wurde er auswärtiges Mitglied der Russischen Akademie der Wissenschaften. Er ist Fellow der American Mathematical Society und Ehrendoktor mehrerer Universitäten.
Zu seinen Doktoranden zählen Joe Harris, Mark Green, David R. Morrison, Andrew Sommese, Ron Donagi, Robert Friedman und Wilfried Schmid.
Griffiths hat zwei Kinder aus erster Ehe (ab 1958) und zwei Kinder aus zweiter Ehe (ab 1968).

## Werke
- Selected works, 4 Bde., AMS 2003 (Band 1 Analytic geometry, Cornalba, M.Green, W.Schmid (Hrsg.), Band 2 Algebraic geometry, Arbarello, Harris (Hrsg.), Band 3 Variations of Hodge structure, Clemens, Morrison (Hrsg.), Band 4 Differential systems, Bryant, Morrison (Hrsg.))
- Complex analysis and Algebraic geometry, Bulletin AMS 1979, S. 595.
- A transcendental method in algebraic geometry, ICM 1970, Nizza, Band 1, S. 113.
- mit Joseph (Joe) Harris Topics in algebraic and analytic geometry 1974
- dies. Entire holomorphic mappings in one and several complex variables 1976
- dies. Principles of algebraic geometry, Wiley 1978, 1994, ISBN 0-471-05059-8.
- dies. An introduction to the theory of special divisors on algebraic curves 1980
- dies. A Poncelet theorem in space, Comm. Math. Helvetici Band 52, 1977
- Griffiths, John Morgan Rational homotopy theory and differential forms 1981
- dies. Exterior differential systems and the calculus of variations 1983
- mit Robert Brown Gardner, S. S. Chern, H. L. Goldschmidt, Robert L. Bryant Exterior Differential Systems, MSRI Publ. 18, Springer Verlag 1991
- mit Gary Jensen: Differential systems and isometric embeddings 1987
- Introduction to algebraic curves 1989
- mit Enrico Arbarello, Maurizio Cornalba, Harris Geometry of algebraic curves I, Springer, Grundlehren der mathematischen Wissenschaften 1985, ISBN 978-0-387-90997-4.
- mit Mark Green On the tangent space to the space of algebraic cycles on a smooth algebraic variety, Princeton University Press 2005
- mit Mark Green und Matt Kerr: Hodge theory, complex geometry, and representation theory. American Mathematical Society 2013
- mit Mark Green und Matt Kerr: Mumford-Tate groups and domains: their geometry and arithmetic. Princeton University Press 2012
- Griffiths Variations on a theorem of Abel, Inventiones Math.1976
- mit Chern Abels theorem and Webs, Jahresbericht DMV 1978
- Griffiths, Harris Algebraic geometry and local differential geometry, Annales scientifiques de l'École Normale Supérieure Sér. 4, Band 12, 1979, S. 355–452.
- Carlson, Green, Griffiths, Harris Infinitesimal variation on Hodge Structure 1, Compositio Math.1983, Teil 2:numdam.org, Teil 3:numdam.org